# Pierre Souquet (sculpteur)
Pour les articles homonymes, voir Souquet.
Pierre Souquet, Soquet ou Soque, est un sculpteur français de la fin du XVe siècle, né à Saint-Quentin, et mort à Aix-en-Provence vers le 10 octobre 1505.